# Парк-Плейс (линия Франклин-авеню, Би-эм-ти)
|   |   |
| · | · |

|   |   |
| · | · |

«Парк-Плейс» (англ. Park Place) — станция Нью-Йоркского метрополитена, расположенная на линии Франклин-авеню, Би-эм-ти. Станция находится в Бруклине, в округе Краун-Хайтс, на пересечении Франклин-авеню с Парк плэйс. На станции останавливается маршрут S (челнок Франклин-авеню, круглосуточно).

## История станции
Первоначально станция была открыта в 1900 году на Brooklyn, Flatbush & Coney Island Railway. Сама двухпутная линия в этом месте была наземной, а в 1896 году её поместили в овраг. Станция представляла собой две боковые платформы и была расположена к югу от Парк плэйс.
В рамках реконструкции линии 1905 — 1906 годов, линия была помещена на эстакаду (насыпь). Станция была обеспечена двумя боковыми деревянными платформами, а также вестибюлем. В таком виде станция проработала порядка 90 лет — до реконструкции 1998 — 1999 годов.
За это время станция (да и вся линия) сильно обветшала. Управляющая компания уже собиралась закрывать станцию вместе со всей веткой. Однако местная администрация убедила восстановить эту линию метрополитена. В 1998 году была открыта ныне существующая платформа, обслуживающая однопутную линию.

## Станция сегодня
Станция представляет собой одну боковую платформу, обслуживающую однопутный участок линии. Поезда отправляются в разных направлениях с одного и того же пути. На платформе висит информационное табло, сообщающее о следующем отправлении поезда в необходимом направлении. Сама платформа намного шире, чем это было до 1998 года, и расположена на месте бывшего второго пути, который был урезан в рамках той же реконструкции. Платформа короткая, рассчитана на приём двухвагонного состава. К югу от станции линия становится двухпутной.

## Интересные факты
- Эта станция перестраивалась два раза.
- Эта станция — одна из двух во всей системе (вторая — Франклин-авеню, конечная той же линии), которая расположена на однопутном перегоне и обслуживает поезда в обоих направлениях.
- Эта станция — единственная во всей системе, которая обслуживает только челночный маршрут метрополитена, при этом отсутствуют пересадки на другие станции.